# Solomon Andargachew
Solomon Andargachew est un joueur de football éthiopien, né le 28 octobre 1981.
Ce défenseur signe en 2007 à Al Sha'ab Ibb.

## Carrière internationale
Solomon Andargachew est régulièrement sélectionné en équipe d'Éthiopie de football et a participé à la coupe du monde de football des moins de 20 ans 2001. 